# Xã Cassidy, Quận Christian, Missouri
Xã Cassidy (tiếng Anh: Cassidy Township) là một xã thuộc quận Christian, tiểu bang Missouri, Hoa Kỳ. Năm 2010, dân số của xã này là 7.639 người.